# DeLisha Milton-Jones
DeLisha Milton-Jones, née le 11 septembre 1974 à Riceboro en Géorgie, est une joueuse de basket-ball américaine, évoluant au poste d'ailière, double championne WNBA.
Ses longs bras lui donnent l'envergure équivalent à celle d'une joueuse de 2,10 m.

## Biographie
Durant ses quatre années universitaires avec les Gators de la Floride de l'Université de Floride, elle atteint le tournoi final de la NCAA et remporte le Wade Trophy de 1997. Choisie en 2e position lors de la draft 1997, elle joue en ABL pour le Power de Portland.
En 1999, après avoir été choisie par les Sparks de Los Angeles en 4e position, elle rejoint la WNBA où elle remporte avec son équipe deux titres WNBA en 2001 et 2002. En 2004, elle est échangée contre Chamique Holdsclaw et un premier tour de draft et rejoint ainsi les Mystics de Washington. Elle revient aux Sparks trois ans plus tard contre Taj McWilliams-Franklin et un premier tour de draft
Avec la sélection américaine USA Basketball, elle obtient deux titres olympiques Jeux olympiques de 2000 à Sydney et à Pékin Jeux olympiques de 2008, ainsi que deux titres mondiaux au Championnat du monde 1998 en Allemagne et Championnat du monde 2002 en Chine.
Elle joue également en Europe et remporte l'Euroligue 2003 avec UMMC Iekaterinbourg.
En 2005, elle dirige l'équipe masculine des Stars de Los Angeles en ABA, ce qui fait d'elle la seconde femme à entraîner une équipe masculine professionnelle.
En juillet 2011, alors qu'elle accomplit sa 15e saison WNBA, elle est l'une des 30 finalistes des 15 meilleures joueuses des 15 ans de la WNBA.
Après avoir réussi 1 423 points et 7,4 rebonds en Euroligue avec Prague, elle signe à l'été 2012 en Turquie où elle rejoint Danielle Robinson, Amaya Valdemoro et Cindy Lima.
Début 2013, elle rejoint les Silver Stars de San Antonio. Malgré son bon début de saison au Texas (9,2 points, 4,9 rebounds et 2,0 passes décisives en 15 rencontres), elle est remerciée début août, mais aussitôt appelée par le Liberty de New York.
En juillet 2013, elle annonce resigner pour le club d'Euroligue de Tarsus après une première saison à 16,1 points et 8,4 rebonds en championnat turc et 15,3 points et 7,5 rebonds en Euroligue.
En 2014, Swin Cash au Dream et Milton-Jones au Liberty ayant connu toutes deux un début de saison difficile, les clubs annoncent leur échange le 10 juillet. Cette dernière se blesse au tendon d'Achille quelques jours plus tard, ce qui met un terme à sa saison.
Le 25 août 2015, elle dispute sous le maillot du Dream son 496e match WNBA, égalant le record établi par Tina Thompson. Au terme de cette saison, la doyenne de la WNBA avec 499 rencontres disputées (qui sera battu en 2018 par Sue Bird) remporte le Trophée Kim Perrot de la sportivité. Ses moyennes WNBA en carrière sont de 11,2 points et 5,2 rebonds en 17 saisons. Elle figure deans le top 10 de multiples catégories, dont les points (5,571), les tirs réussis (2083), les rebonds (2574) et les interceptions (619). Elle est dans les 15 meilleures aux contres (339)
Quelques jours avant le début de la saison 2016, alors qu'elle a pris part aux rencontres de pré-saison, la vétéran de 41 ans n'est pas conservée dans l'effectif final d'Atlanta, mais elle exprime son désir de retrouver une formation en cours d'année.
En septembre 2016, elle annonce son retrait des terrains et devient entraineuse assistante de l’équipe féminine universitaire des Waves de Pepperdine.

## Clubs

### USA
- 1993-1997 : Gators de la Floride (NCAA)
- Power de Portland (ABL)
- 1999-2004: Sparks de Los Angeles (WNBA)
- 2005-2007: Mystics de Washington (WNBA)
- 2008-2012: Sparks de Los Angeles (WNBA)
- 2013 : Silver Stars de San Antonio (WNBA)
- 2013-2014 : Liberty de New York (WNBA)
- 2014-2015 : Dream d'Atlanta (WNBA)

### Europe
- 2001-2002 :  Lavezzini Basket Parme
- 2002-2004 :  UMMC Iekaterinbourg
- 2005-2006 :  Gambrinus Brno
- 2006-2010 :  Ros Casares Valence
- 2010-2012 :  USK Prague
- 2012-2014 :  Tarsus Belediyesi

## Palmarès

### Club
- Vainqueur de l'Euroligue 2003[4] avec Ekaterinbourg et en 2006 avec Brno
- Final Four de l'Euroligue en 2001
- Championne WNBA en 2001, 2002
- Championne d'Espagne en 2007
- Championne de République tchèque en 2011 et 2012

### Sélection nationale
Jeux olympiques d'été
- Médaille d'or aux Jeux olympiques de 2008 à Pékin
- Médaille d'or aux Jeux olympiques de 2000 à Sydney

Championnat du monde
- Médaille d'or du Championnat du monde 2002 en Chine
- Médaille d'or du Championnat du monde 1998 en Allemagne
- Médaille de bronze du Championnat du monde 2006 au Brésil

autres
- Médaille d'or au tournoi des Amériques 2007
- Médaille d'or du U.S. Olympic Cup 1999
- Médaille d'or des jeux mondiaux universitaires 1997
- Médaille d'or du U.S. Olympic Festival 1994
- 91 sélections avec USA Basketball
- 6,8 points en carrière avec la sélection américaine, et 3,9 rebonds

### Distinctions personnelles
- Élue au WNBA All-Star 2000[16] et 2007[17]
- Sélection USA pour de la rencontre The Game at Radio City en 2004
- Choisie en 4e position par les Sparks de Los Angeles lors de la Draft WNBA 1999
- Choisie en 2e position par le Power de Portland lors de la Draft WNBA ABL 1997
- Wade Trophy 1997